# Rue de l'Abbé-Grégoire (Paris)
Pour les articles homonymes, voir rue de l'Abbé-Grégoire.
La rue de l’Abbé-Grégoire est une rue du 6e arrondissement de Paris.

## Situation et accès
Longue de 372 mètres, elle commence 73, rue de Sèvres et finit 90, rue de Vaugirard.
Le quartier est desservi par la ligne 10 à la station Vaneau et par la ligne 12 à la station Rennes.

## Origine du nom

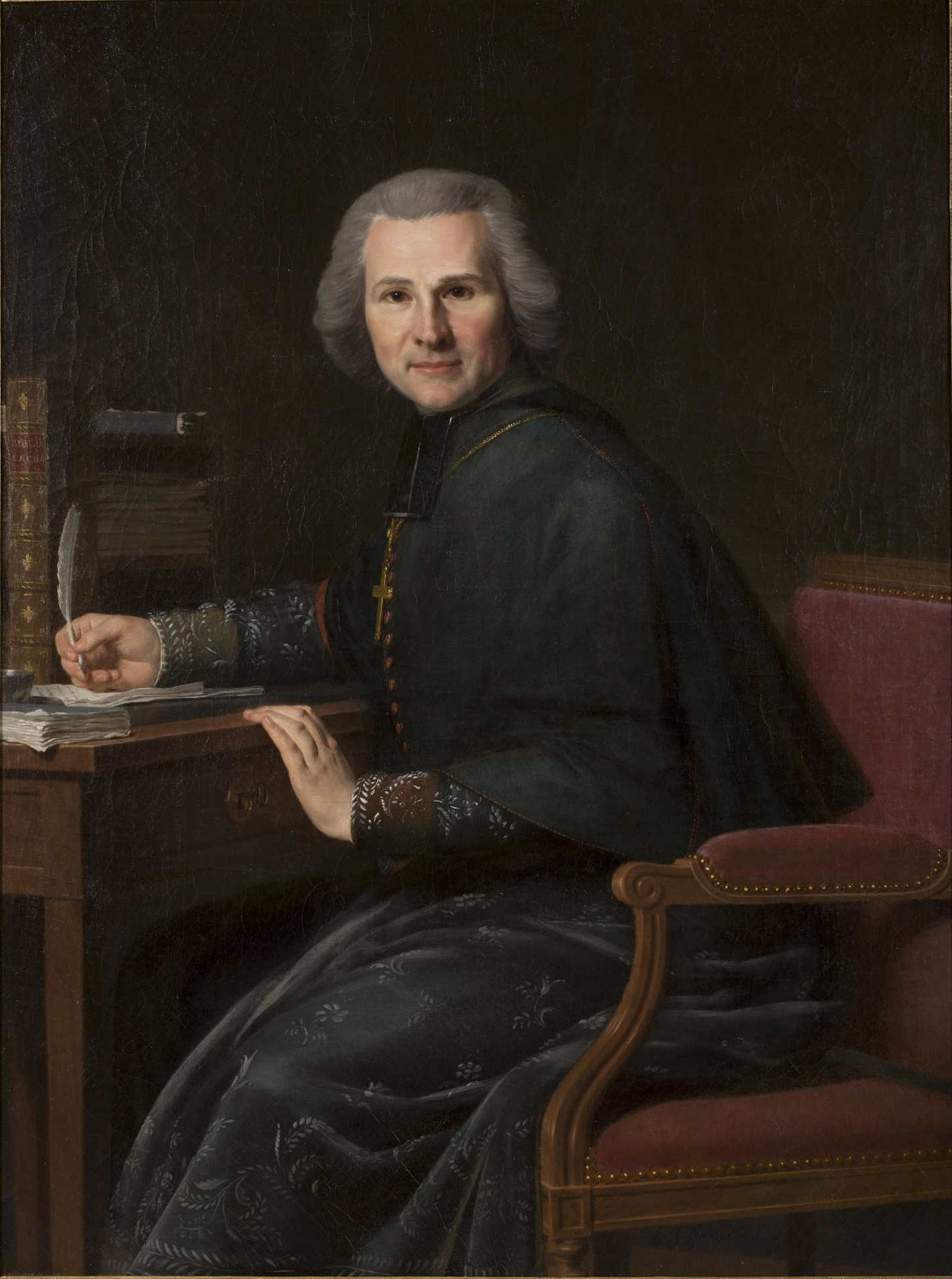
L’abbé Grégoire.

Elle tient son nom actuel de l'abbé Henri Grégoire (1750-1831), évêque constitutionnel de Blois parce que cet abbé est mort dans une maison voisine au no 44 de la rue du Cherche-Midi,.

## Historique
La partie comprise entre la rue de Sèvres et la rue du Cherche-Midi, qui était appelée « rue Saint-Maur-Saint-Germain » et plus simplement « rue Saint-Maur », en mémoire d'un des principaux disciples de saint Benoît, a été ouverte à la suite d'une vente faite par l'abbaye de Saint-Germain-des-Prés le 23 février 1644.
Elle a porté les noms de « passage du Manège » en 1816, « rue des Missions » en 1868 à cause de sa proximité avec le séminaire des Missions Étrangères.

## Bâtiments remarquables et lieux de mémoire
- No  7 : sous-station Vanneau de la RATP, construite par l'architecte Paul Friesé.
- No 8, 10 et 12 : maison-mère des sœurs de l'Enfant Jésus dite aussi Dames de Saint-Maur, fondée en 1662 par le père Nicolas Barré[3].
- No 9 : le peintre et graveur Nicolas Toussaint Charlet y décède en 1845.
- No  17 : le médecin René-Théophile-Hyacinthe Laennec y vécut de 1825 à 1826 ; une plaque lui rend hommage.
- No 28 : école Grégoire-Ferrandi, construite par l'architecte Marcel Henri Albert Dastugue, en 1960.

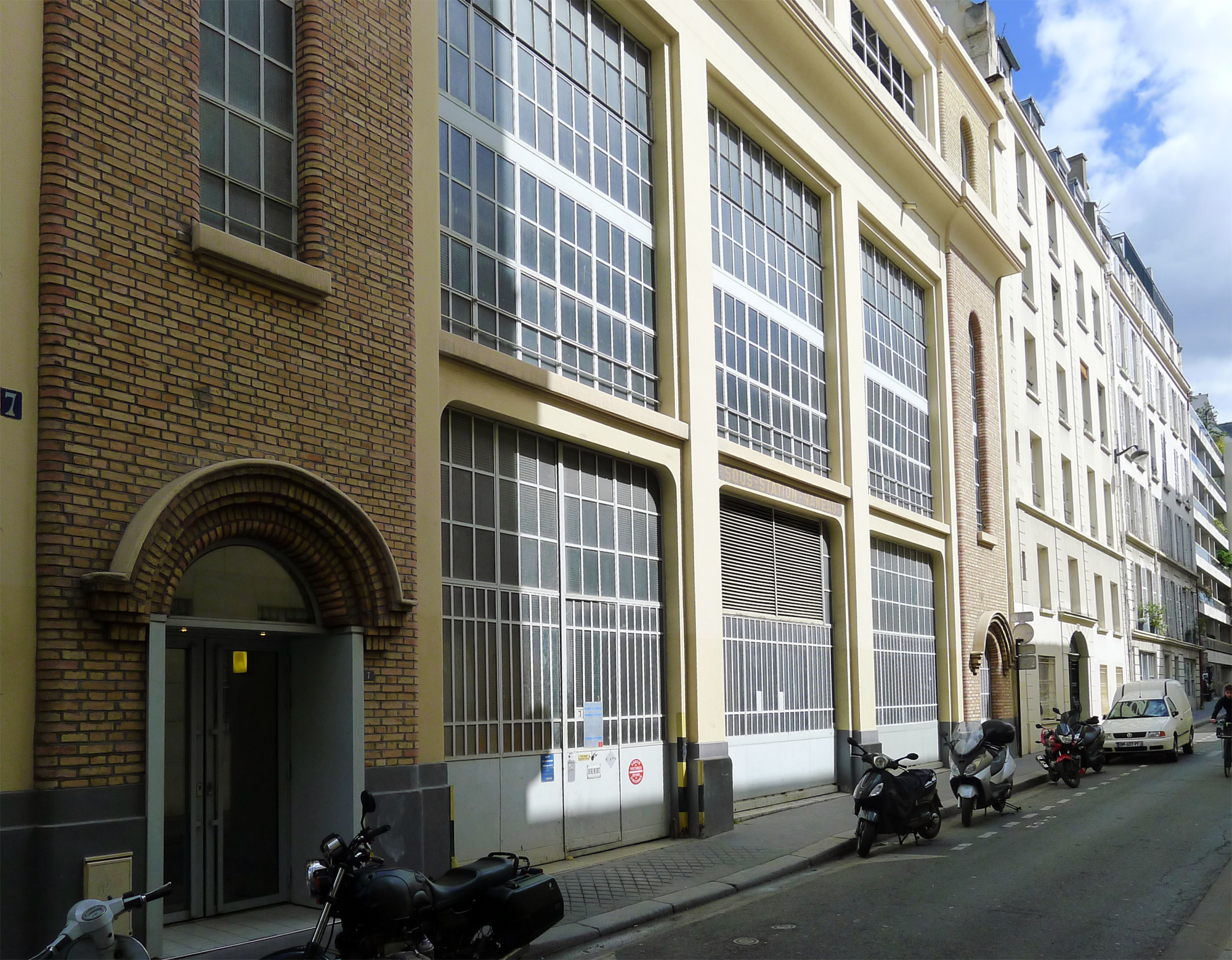
No 7 : sous-station Vanneau.
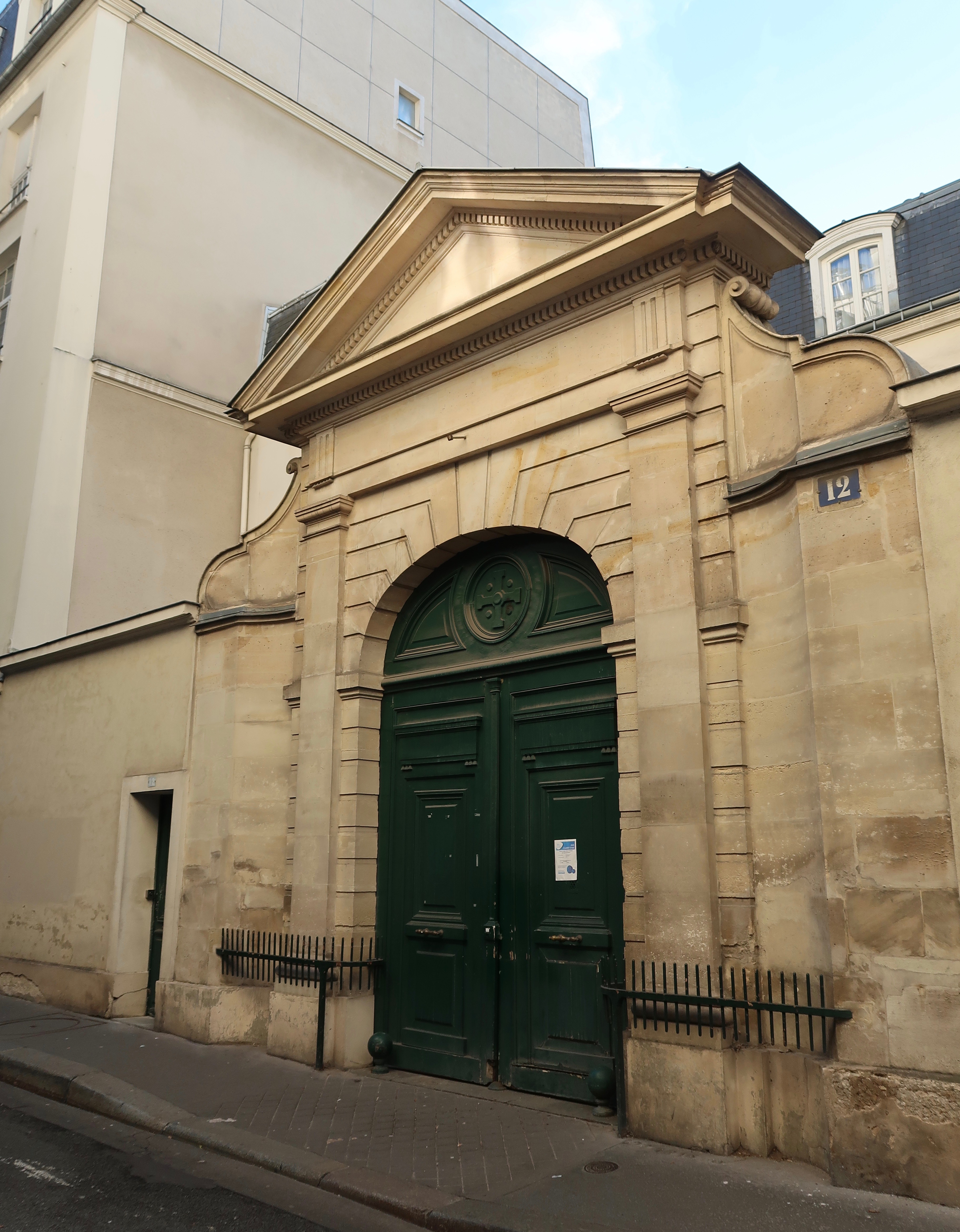
No 12.

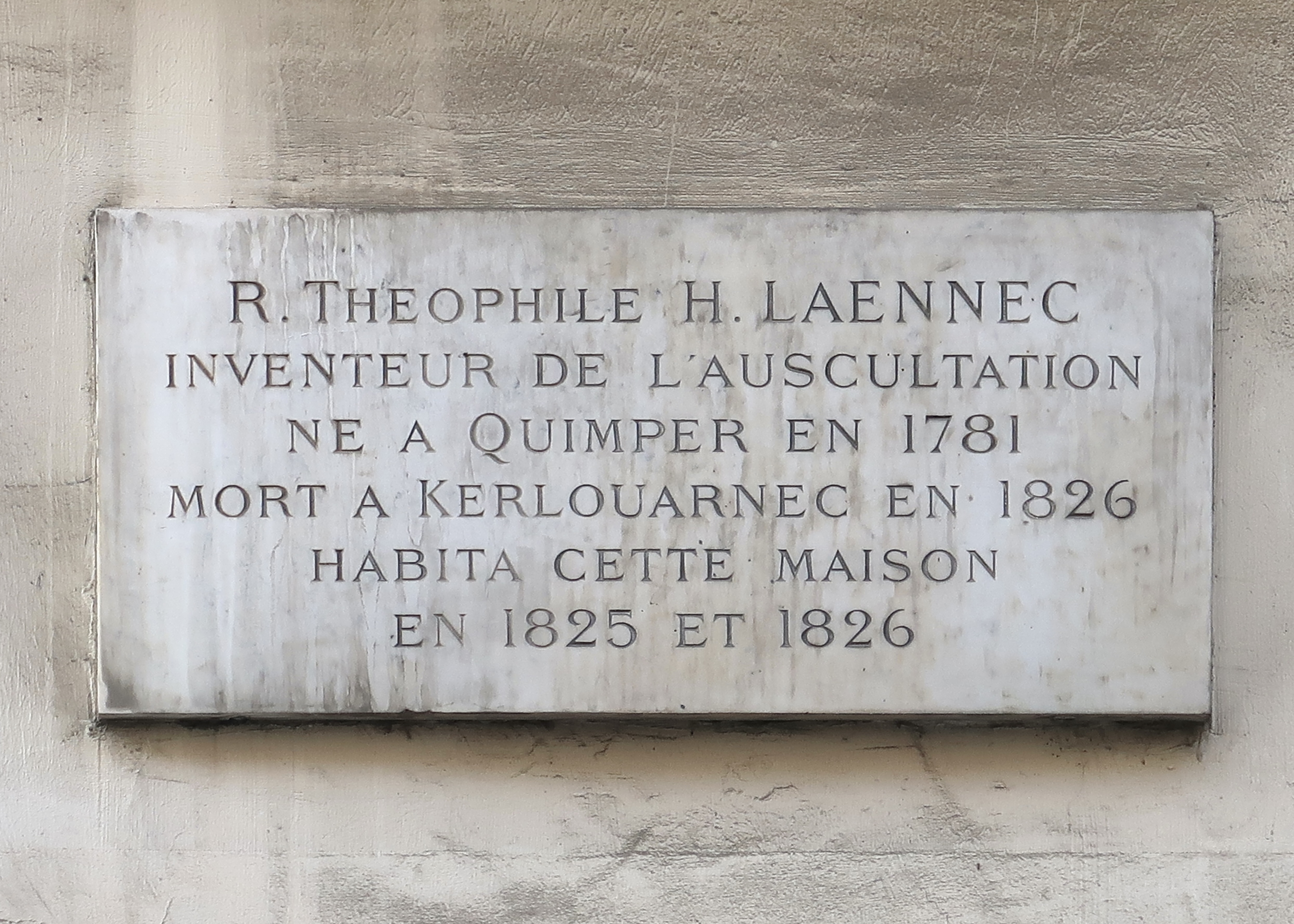
No 17 : plaque.
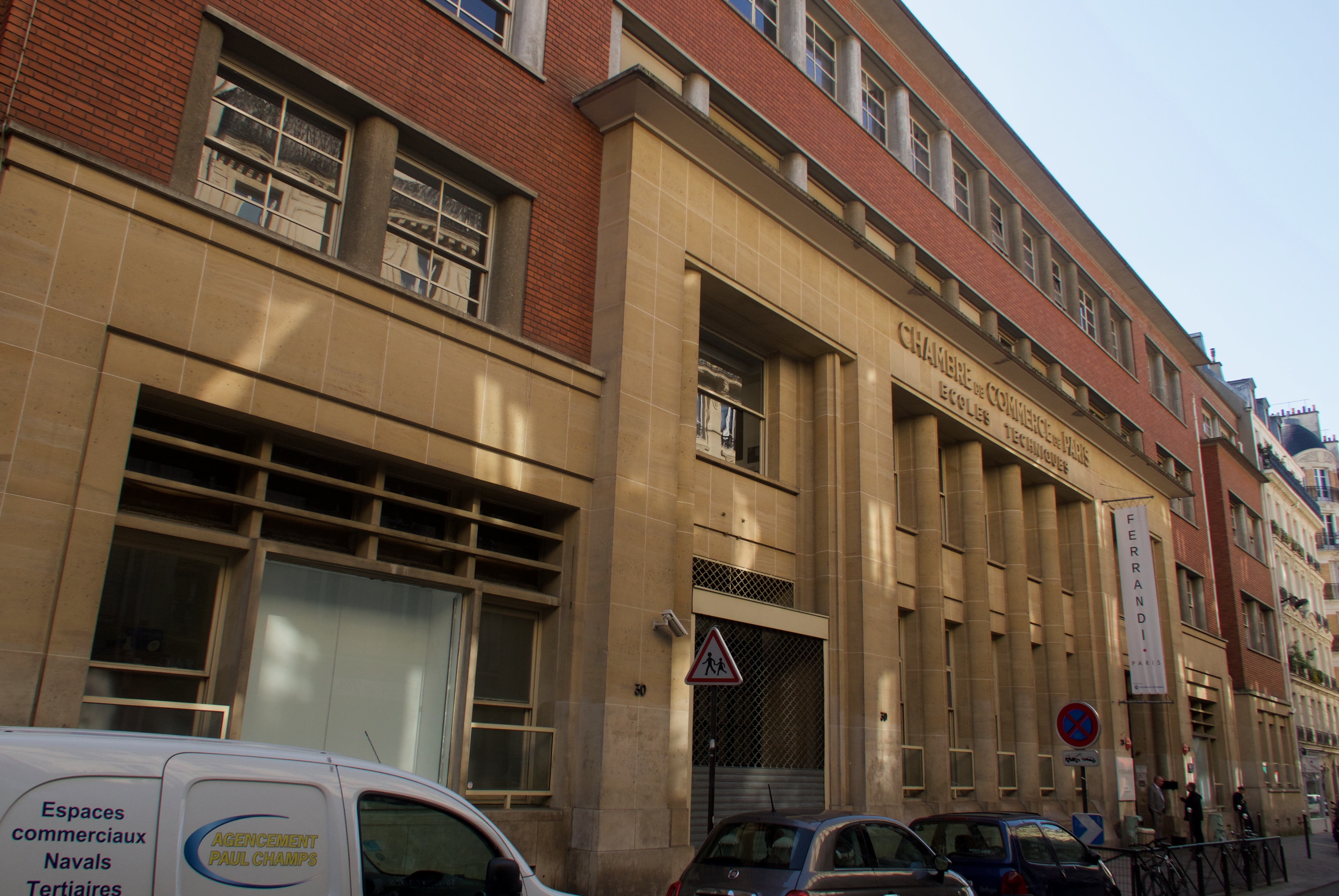
No 28 : école Ferrandi.